# Paterswolde
Paterswolde (53° 09′ N, 6° 34′ L) é uma cidade dos Países Baixos, na província de Drente. Paterswolde pertence ao município de Tynaarlo, e está situada a 8 km, a sul de Groningen.
A área de Paterswolde, que também inclui as partes periféricas da cidade, bem como a zona rural circundante, tem uma população estimada em 3760 habitantes.